# Станимир Стоянов
Станимир Стоянов е български анализатор, предприемач и меценат, собственик на вестник „Национална бизнес поща“, родом от Стара Загора.

## Биография
Роден е в Стара Загора на 12 юли 1959 г. Учи във Второ основно училище „Петко Р. Славейков“ от 1966 до 1973 г. и после в Математическа гимназия „Гео Милев“ пак в родния му град.
От 1974 г. продължава средното си образование в Русия, където по-късно – след редовна служба в Българската вародна армия, завършва Воронежкия архитектурно-строителен университет през 1984 г. Женен е за Виктория Караабова-Стоянова.

## Предприемач
Станимир Стоянов се занимава с търговия, консултантски бизнес и туризъм. След 10 ноември 1989 г. създава една от първите в страната бизнес школи, която след 2007 г. прераства в Международна академия за високи постижения „Сър Исак Нютон“.
През 1991 г. влиза в медийния бизнес, а от 1992 г. е собственик и издател на вестник „Национална бизнес поща“.

## Общественик
Спонсорира издаването на над 100 книги, дарил е над 12 хил. тома литература. Меценат, подкрепял финансово художници, музиканти и други културни дейци от цялата страна.
Защитава редица общественополезни каузи, като възстановяване и преустройване на парк „Пети октомври“, античния форум „Августа Траяна“, Старозагорската зоологическа градина. Има личен принос за стартиране на изграждането на сероочистващите инсталации в ТЕЦ „Марица Изток 2“ след пряк дебат с новоназначения тогава енергиен министър Румен Овчаров.